# فنارت
پینارت، روستایی از توابع بخش مرکزی شهرستان اصفهان در استان اصفهان ایران است.
این روستا در ابتدای مسیر جاده اصفهان ورزنه واقع شده‌است.

## جمعیت
این روستا در دهستان جی قرار دارد و براساس سرشماری مرکز آمار ایران در سال ۱۳۸۵، جمعیت آن ۲٬۰۲۳ نفر (۵۰۳خانوار) بوده‌است.